# People’s National Party (Jamaika)
Die People’s National Party (PNP) ist eine 1938 in Jamaika gegründete Partei, die Elemente der Sozialdemokratie mit denen des Sozialismus verbindet. In den 1970er Jahren stand die PNP für eine Politik, die mit der Fidel Castros in Kuba vergleichbar war.
Die wichtigste Gegenspielerin der linken Volkspartei PNP ist die wirtschaftsliberale Jamaica Labour Party (JLP).

## Parteivorsitzende
- Norman Washington Manley   (1938–1969)
- Michael Manley  (1969–1992)
- Percival J. Patterson (1992–2006)
- Portia Simpson Miller (2006–2017)
- Peter Phillips (2017–2020)
- Mark Golding (seit 2020)